# Сенді (ураган)
Ураган Сенді (англ. Hurricane Sandy) — потужний тропічний циклон, що утворився в кінці сезону 2012 року й зачепив Ямайку, Кубу, Багамські Острови, Гаїті та узбережжя Флориди. У ніч з 29 на 30 жовтня 2012 року вдарив по східному узбережжю США та Канади. Шторм може заторкнути 50 млн людей у 12 штатах. 2012 року це 18-й тропічний циклон, що отримав власне ім'я, і десятий такий циклон в Атлантиці. Завдав збитків в обсязі 70 млрд доларів США (за курсом 2012 року).

## Метеорологічна історія
Ураган Сенді зародився 22 жовтня і за 6 годин перетворився на тропічний шторм. Потім він став повільно просуватися на північ до Великих Антильських островів й продовжував набирати силу.
24 жовтня 2012 року досяг потужності урагану, незадовго до цього зачепив Ямайку. Наступного дня Сенді досяг Куби, його сила зросла до категорії 2. До вечора 25 жовтня сила урагану знову впала до 1, а вранці 26 жовтня ураган вступив на територію Багамських островів. На 29 жовтня жертвами урагану стали щонайменше 69 людей в Карибському регіоні й на Багамах. Потім ураган послабшав до тропічного шторму, але вранці 27 жовтня знову набрав сили за шкалою ураганів Саффіра — Сімпсона до 2 ступеня, яку зберігає дотепер.
29 жовтня президент США Барак Обама у прямому ефірі закликав американців серйозно поставитися до загрози, яку може нести ураган Сенді.
30 жовтня — наближаючись до території США, ураган досяг максимальної потужності перетворившись на так званий супершторм, пориви супутніх вітрів сягали 150 км/год.
За прогнозом метеорологів, 30 жовтня ураган мав з'єднатися з холодним штормовим вітром із заходу країни і суттєво посилитися. Ураган також збігся в часі з повним місяцем, під час якого відбувається приплив. Проте, досягши узбережжя, ураган дещо втратив свою потужність. З 30 жовтня він кваліфікувався як тропічний шторм, хоча й досі залишався небезпечним.

## Наслідки урагану

### 22—27 жовтня
Ураган завдав великих руйнувань та спричинив повені у багатьох країнах Карибського басейну. Особливо постраждали Куба, Гаїті, Домініканська республіка, Пуерто-Рико, Ямайка. На Багамах закрилися школи, офіси, аеропорти та мости

### 28—29 жовтня
З вечора 28 жовтня в Нью-Йорку припинили роботу метро, автобуси та поїзди
Частково призупинено роботу фондової біржі в Нью-Йорку. Нью-Йоркська товарна біржа (NYMEX) буде проводити торги в електронному режимі
Закрито на добу Штаб-квартиру ООН
Скасовано авіарейси з Нью-Йорка, Вашингтона та Філадельфії
Надзвичайний стан оголошено в Меріленді, Нью-Йорку, Пенсільванії, Вірджинії, федеральному окрузі Колумбія та прибережних районах Північної Кароліни.
У штаті Делавер оголошена обов'язкова евакуація 50 тисяч жителів прибережних районів.

### 30 жовтня
Досягши узбережжя, ураган хоча й послабшав, проте все одно завдав чималих збитків. Уночі завалився один з багатоквартирних будинків Нью-Йорка, який, на щастя, був евакуйований.
Було пошкоджено лінії електропередачі, з 39-ї вулиці у Нью-Йорку був відсутній струм, а загалом без струму залишилося 6,5 млн чоловік у 12 штатах.
Затоплено Манхеттен, вода прорвалася до Нью-Йоркського метро, де затоплено не менше 7 тунелів.
Згоріло 50 будівель в районі Квінз. На підстанції компанії Consolidated Edison стався вибух, близько 250-ти тисяч людей залишилися без світла
Було евакуйовано Нью-Йоркську університетську клініку
Внаслідок урагану затонув вітрильник «Баунті» (1960), що був збудований як копія для однойменного фільму, а також використовувався у фільмі «Пірати Карибського моря».
У штаті Нью-Джерсі в результаті прориву греблі затоплено міста Муначі, Літл-Феррі та Карлштад. У Нью-Джерсі у зв'язку з ураганом Сенді на АЕС Ойстер Крік, найстарішій у США (43 роки експлуатації) було оголошено тривогу після того, як рівень води піднявся більше ніж на 2 метри, що становить загрозу для насосів, які подають воду для охолодження реакторів. У штаті Нью-Йорк АЕС Найн-Майл-Пойнт була змушена попередньо зупинити один з реакторів..
У Канаді, куди перемістився ураган, без електрики залишилися 38 тисяч будинків у провінції Квебек (провінція) і 30 тисяч — в Онтаріо. Хвилі на озері Мічиган сягали висоти 6 метрів.

### 31 жовтня —1 листопада
Руйнівна сила урагану Сенді завдала шкоди у 19-и штатах. Два з них і надалі оголошені зонами стихійного лиха. Журналісти порівнюють руйнації від урагану з наслідками цунамі 2011 року в Японії. На перше листопада 2012 року залишався підтоплений увесь нижній Манхеттен. Під водою перебували сім гілок Нью-Йоркського метро. Проте почалася певна нормалізація життя: відкрилася після триденної перерви Нью-Йоркська фондова біржа, відкрилися три найбільші аеропорти Нью-Йорка, запрацював, хоча й з перебоями, громадський транспорт. У штаті Нью-Йорк близько 2,18 млн осіб залишалися без світла, у Нью-Джерсі — 2,7 млн.

### 3 листопада
Без електрики в Нью-Йорку залишалися ще сотні тисяч мешканців. Транспорт працював лише частково. Тож всупереч попереднім запевненням та враховуючи критику громадськості, мер міста Нью-Йорк Майкл Блумберг вирішив таки скасувати Нью-Йоркський марафон, що проводився щорічно протягом 42 років. Марафон з не менше, ніж 40 000 учасниками, традиційно мав стартувати зі Стейтен-Айленду, що потерпів від урагану Сенді чи не найдужче: більша частина загиблих у Нью-Йорку приходяться саме на цей район.
За оцінками агентства Bloomberg та інших експертів збитки від урагану сягають від 20 до 50 млрд доларів. Інформаційні агентства передали про принаймні 93 загиблих лише у США (40 загиблих у Нью-Йорку).
| Місцевість               | Смерті | Зниклі |
| Куба                     | 11     | 0      |
| Гаїті                    | 52     | 20     |
| Канада                   | 1      | 0      |
| США                      | 93     | 1      |
| Домініканська Республіка | 2      | 0      |
| Ямайка                   | 1      | 0      |
| Багамські Острови        | 2      | 0      |
| Пуерто-Рико              | 1      | 0      |
| Усього                   | 163    | 21     |

Загиблий у Пуерто-Рико зарахований до кількості загиблих у США.